# Comitato dei Membri dell'Assemblea Costituente

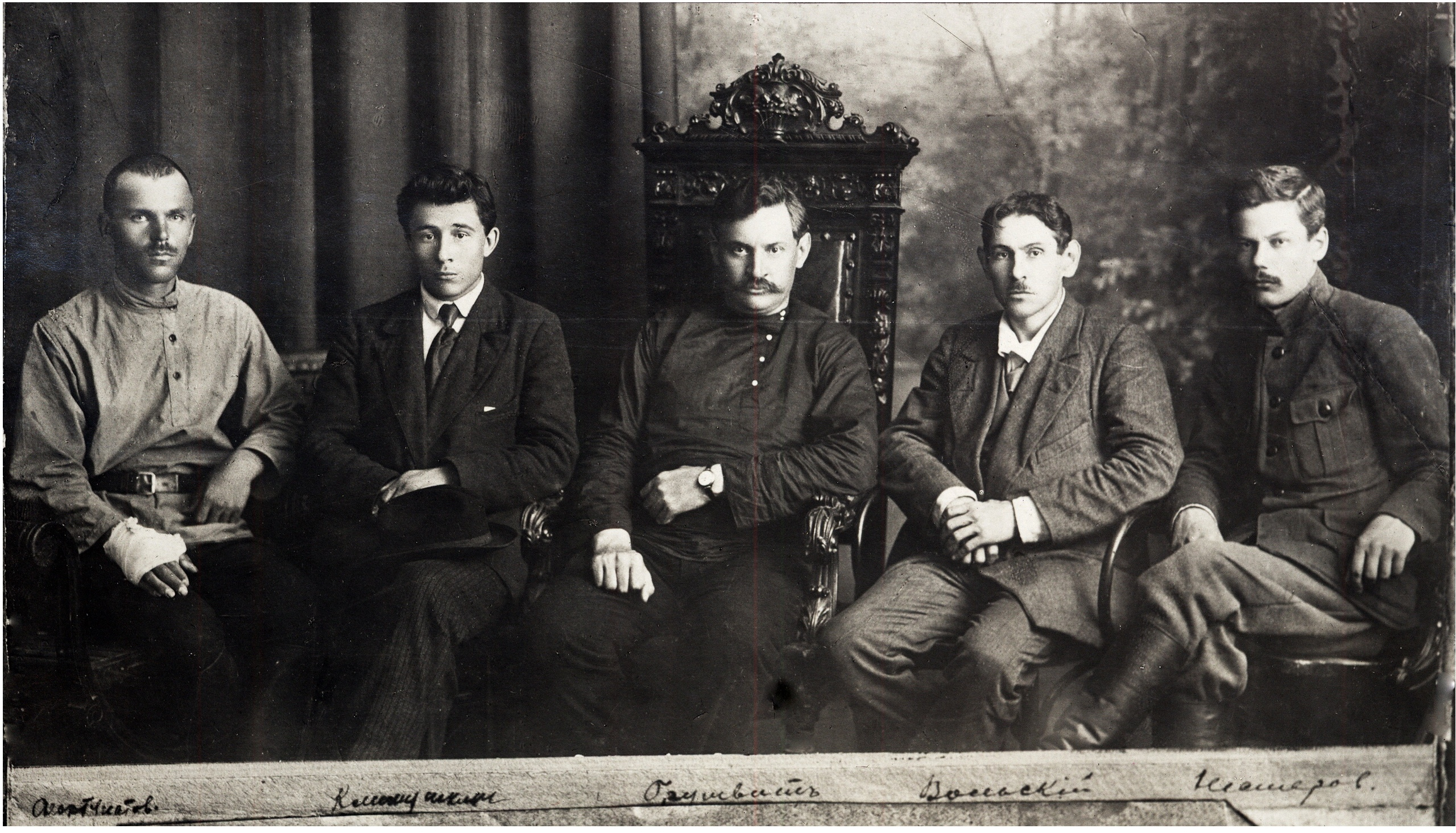
Membri iniziali del comitato. Da sinistra a destra: Ivan Brushvit, Prokopiy Klimushkin, Boris Fortunatov, Vladimir Volsky (presidente) e Ivan Nesterov.

Il Comitato dei membri dell'Assemblea costituente (in russo Комитет членов Учредительного собрания?, Komitet členov Učreditelʾnovo sobranija), noto con l'acronimo KOMUČ (КОМУЧ), fu un governo anti-bolscevico che operò a Samara durante la guerra civile russa. Si formò l'8 giugno 1918, dopo che la legione cecoslovacca aveva occupato la città.

## Storia
Il Komuč si proclamò la più alta autorità in Russia, agendo temporaneamente per conto dell'Assemblea Costituente Russa nel territorio occupato dagli interventisti e dal Movimento Bianco fino alla convocazione di una nuova Assemblea. Si ergeva ad aspirante governo di tutte le Russie, e la bandiera nazionale era una bandiera rossa, senza simboli. I bolscevichi per questo useranno spregiativamente in riferimento al Komuč il termine "controrivoluzione democratica" (ironicamente dato che il Komuč usava il termine "contro-rivoluzione" proprio in riferimento al governo di Lenin, considerando essi tale quella di ottobre che aveva scalzato quella di febbraio). Inizialmente, il Komuč era composto da cinque socialisti-rivoluzionari – Vladimir Vol'skij (presidente), Ivan Brushvit, Prokopiy Klimushkin, Boris Fortunatov e Ivan Nesterov – ex membri dell'Assemblea Costituente che era stata sciolta dai bolscevichi. Altri due membri, N. Shmelev e V. Abramov, sono nominati in una dichiarazione rilasciata da Komuch che ha ripristinato le libertà e stabilito i principi fondamentali. Il suo organo esecutivo era il "Consiglio dei capi dipartimento" guidato da Evgenij Rogovskij.
Il Comitato crebbe di dimensioni man mano che i membri, principalmente socialisti-rivoluzionari, dell'ex Assemblea Costituente si recavano a Samara. Alla fine di settembre del 1918 contava 96 membri.
L'8 giugno 1918, dopo la rivolta della legione cecoslovacca, Brushvit convinse la legione ad occupare Samara. Secondo William Henry Chamberlin, "un comitato di cinque membri della disciolta Assemblea Costituente, tutti socialisti rivoluzionari, Brushvit, Fortunatov, Klimushkin, Volsky e Nesterov, assunse il potere civile e militare nella città e nella provincia di Samara", creando anche un esercito popolare del Komuč.
Dopo aver preso il potere con l'aiuto della Legione Ceca, il Komuč annunciò il ripristino di varie libertà democratiche. Fu istituita una giornata lavorativa di otto ore e furono ammessi comitati di fabbrica e di fabbrica (fabzavkomy, da "fabrichno-zav odskiye komitety") e sindacati, così come conferenze e congressi di operai e contadini. I decreti sovietici furono abrogati. Anche le dume cittadine, la zemstva e altre istituzioni municipali furono ripristinate. Conquistò grande successo tra i piccoli contadini della Russia rurale che appoggiavano in particolare il programma di socializzazione delle terre contrapposto al programma bolscevico di nazionalizzazione delle terre.
Dal giugno all'agosto 1918, l'influenza del Komuč si estese da Samara alle province di Simbirsk, Kazan, Ufa e Saratov. A settembre, tuttavia, l'Esercito Popolare subì una serie di sconfitte da parte dell'Armata Rossa sovietica e si ritirò da gran parte del territorio.
Il 30 giugno a Omsk generali reazionari e politici liberali creano un altro governo, antagonista al Komuč, il Governo provvisorio siberiano, guidato dal cadetto Pëtr Vasil'evič Vologodskij, che non riconosce il Komuč di Samara come legittimo governo della Russia e si arroga arbitrariamente tale qualifica e decreta lo scioglimento dei Soviet. I due governi rivali non si riconoscono l'un l'altro, ed entrambi si rivendicano come l'unico governo, ma dato che i loro territori si sovrappongono (mentre la Siberia orientale è governata di fatto da svariati piccoli autocrati locali di natura cosacca), si viene a determinare così un caos istituzionale, dato che di fatto anche nella medesima città vi sono organismi (o anche singole persone) che rispondono ad uno e altri all'altro governo, rendendo di fatto impossibile l'applicazione delle rispettive leggi rinnegate dall'altro governo; tanto che mentre il Komuč sta tenendo a Samara il I Congresso dei Soviet degli operai, i delegati bolscevichi sono arrestati dal generale Galkin per ordine del Governo provvisorio siberiano, e poi liberati per ordine del Komuč.
Il 18 agosto 1918 si tengono le I° elezioni per i Soviet nel territorio governato dal Komuč, con risultato: Partito socialista rivoluzionario 57,1%, partiti delle varie nazionalità 23,1%, bolscevichi 16,1%, cadetti 3,7%. Tra il 13 e 16 luglio a Čeljabinsk si tenta un accordo tra il Komuč e il governo siberiano del reazionario Vologodskij, ma lo scopo della riunione (la riunificazione dei due distinti governi anti-bolscevichi siberiani) non venne raggiunto; analogo convegno conciliatore si tiene il 23-25 agosto, sempre con un nulla di fatto, determinando la continuazione del caos istituzionale che impediva l'effettiva applicazione delle rispettive legislazioni. In seguito il Komuč partecipò con il governo provvisorio siberiano alla Conferenza di Stato tenutasi a Ufa tra l'8 e il 23 settembre 1918. Alcuni dei 170 delegati presenti rappresentavano anche altre regioni più piccole. Mentre la conferenza era in corso, il Komuč subì due sconfitte significative, perdendo il controllo di Kazan il 10 settembre e di Simbirsk due giorni dopo. La conferenza, nel frattempo, istituì il governo provvisorio panrusso di breve durata.
Il 23 settembre al congresso internazionale delle forze anti-bolsceviche incominciato a Ufa l'8, come ultimo tentativo di formare un unico governo russo anti-bolscevico viene creato il Governo provvisorio panrusso, dall'unione del reazionario Governo provvisorio siberiano con quello progressista del Komuč, che sancisce la nascita dello Stato russo con Avksent'ev (presidente dell'"Unione di rinascita della Russia" ed ex presidente del Consiglio provvisorio della Repubblica russa) presidente del "Consiglio direttivo" o "Direttorio di Ufa": Avksent'ev (PSR), Vladimir Zenzinov (PSR), Vasilij Georgievič Boldyrev (Unione di rinascita della Russia), Vasilij Vinogradov (cadetto), Vologodskij (Governo provvisorio siberiano); tra l'altro viene dichiarato nullo il trattato di Brest-Litovsk comportando quindi (più atto simbolico che effettivo) la continuazione della guerra contro gli Imperi centrali. Il 3 ottobre 1918 Samara è presa dai bolscevichi. Il governo del Komuč ebbe termine di fatto il 18 novembre 1918, quando un colpo di stato attuato dalla cricca del "Centrosibir" dei ministri reazionari Michajlov, Georgij Hins, Nikolaj Petrov Antonov, Georgij Gustavovič Telberg fa cadere il Governo provvisorio panrusso (nato il 3 dallo scioglimento del "Direttorio di Ufa" di Avksent'ev che comprendeva le aree di fatto ancora governate dal Komuč) ed instaura la dittatura personale di Aleksandr Vasil'evič Kolčak (ministro della guerra del Governo provvisorio panrusso, uno dei pochi militari nostalgici zaristi ad aver aderito ai bianchi anziché ai bolscevichi - ma la vera eminenza grigia del golpe è il perfido reazionario Michajlov, già ministro delle finanze) sullo Stato russo arrestando Avksent'ev e gli altri membri di governo (comprendente i membri del Komuč), che il 20 saranno messi su un treno diretto in Cina. Il generale francese Janin dice che si tratta di un golpe filo-britannico organizzato dall'attaché Alfred Knox, da sempre oppostosi al governo progressista del Komuč. Dopo il colpo di stato dell'ammiraglio Aleksandr Kolčak, il governo provvisorio e le altre istituzioni furono sciolte dal generale Vladimir Kappel nel novembre 1918. Come primo atto il dittatore Kolčak a nome della giunta golpista annuncia il riconoscimento del debito estero dell'ex Impero zarista che era stato annullato da Lenin il 3 febbraio e che anche il Komuč non aveva mai inteso riconoscere; proclama anche la restituzione ai precedenti proprietari delle imprese e delle terre espropriate dai bolscevichi durante i mesi di loro governo (la parte di impostazione di stampo marxista che il Komuč aveva intenzione di non modificare).

### Dopo la caduta delKomuč
Il periodo successivo al golpe di Kolčak è molto travagliato. In sua conseguenza il 27 novembre 1918 Lenin riapre l'ingresso nei soviet ad altri partiti: in conseguenza di ciò dal PSR si scinde il gruppo "Narod", guidato da Volskij (ex presidente del governo del Komuč), che decide di partecipare alla politica nella Russia bolscevica; lo stesso fa il Partito Comunista Rivoluzionario, fondato il 28 settembre dal vecchio Natanson e dai membri del "PSR di sinistra" scampati al "terrore rosso" ed al successivo processo di novembre che l'ha scompaginato - Natanson viene anche ammesso come membro al Vcik ed al suo Presidium. Il 3 dicembre a Ufa (appena conquistata dai bolscevichi) il bolscevico siberiano Boris Šumjackij chiede invano a Lenin la formazione di un "fronte unico democratico-repubblicano" con i membri del Komuč. Il 22 dicembre a Omsk avviene una breve rivolta bolscevica e menscevica alla quale partecipano anche i membri del Komuč contro la dittatura di Kolčak; subito repressa, il PSR scompare dalla Siberia.
Il 6-9 febbraio 1919 il V congresso del PSR avalla la decisione di alleanza coi bolscevichi, ed il 25 sulla base del decreto del 27 novembre 1918 viene legalizzato; il PSR quindi, scomparso in Siberia dopo la rivolta del 22 dicembre, ricompare così ora legittimamente nella Russia bolscevica (dal 20 marzo riprendono le pubblicazioni del suo giornale "delo naroda"); in conseguenza di ciò l'esercito popolare del Komuč si scinde ufficialmente dal bianco "Esercito Russo del fronte orientale" e si unisce all'Armata Rossa, ma dal novembre 1919, sventato il pericolo bianco in seguito alla sconfitta di Kolčak dopo lo sfondamento dell'ottobre-novembre (grande marcia nel ghiaccio siberiano), i membri del Komuč, ora così divenuti inutili ai bolscevichi, ricominciano ad essere da essi perseguitati. Il 23 dicembre ha luogo un colpo di stato anti-Kolčak a Krasnojarsk, a seguito del quale il generale Zinevič trasferisce il potere al "Comitato di pubblica sicurezza", facente riferimento al "Centro Politico", organismo egemonizzato dal PSR e di fatto erede del Komuč. Per cui tra dicembre 1919 e gennaio 1920 si ha un'effimera rinascita del Komuč come Centro Politico basato a Krasnoyarsk. Il suo Esercito popolare rivoluzionario (comandato ora dal capitano di stato maggiore Kalashnikov) dal 24 assedia Irkutsk, che viene presa il 5 gennaio. Il 7 gennaio l'Armata Rossa prende Krasnojarsk, per cui sede del Centro politico diventa Irkutsk. Il 14 gennaio Kolčak nella sua fuga giunge a Irkutsk, dove è tratto in arresto dai cechi e consegnato al "centro politico" su ordine del generale francese Janin. Il 20 gennaio, in considerazione della futilità di impedirlo, Irkutsk viene spontaneamente consegnata dal "centro politico" ai bolscevichi locali del "Comitato militare rivoluzionario" di Aleksandr Širjamov. Cessa così anche questo effimero secondo governo del Komuč. Il 7 febbraio a Irkutsk avviene la fucilazione dell'ammiraglio Kolčak ad opera dei bolscevichi locali. Il 7 marzo l'Armata Rossa entra a Irkutsk.
Il 2 giugno 1920 dopo la battaglia di Boryspil' quasi l'intera Ucraina è occupata brevemente dall'esercito polacco: il pericolo fa risorgere il patriottismo russo, per cui molti membri del Komuč, anche spinti da un'amnistia indetta per l'occasione da Lenin per chiunque avesse aderito al bolscevismo (viene emessa una circolare della Čeka contro PSR e menscevichi che ancora non avessero aderito al bolscevismo), si schierano da ora con loro. Il 25-27 settembre si svolge a Mosca clandestinamente il VI Congresso del PSR, che sull'onda della rivolta contadina nota come "antonovščina" decide la ripresa della lotta contro il bolscevismo dopo la sua virata pro-bolscevica di giugno - a ottobre recalcitrerà ri-proibendo ai suoi membri azioni contro il governo bolscevico.
Tra il 8-21 gennaio 1921 in relazione alla catastrofica situazione economica russa, si svolge una riunione dei membri del Komuč "in esilio", propedeutica a subentrare al governo di Lenin prevedendone un imminente crollo. Il 24 febbraio Lenin lancia una furiosa invettiva contro "il banditismo kulako" a suo dire fomentato dagli esuli del Komuč; il 25 in seguito agli scioperi operai ("crisi del combustibile") che per l'intero mese hanno scombussolato Pietrogrado e Mosca è proclamato lo stato d'assedio a Pietrogrado e il 28 sono eseguite dalla Čeka retate di oppositori. L'8 marzo dall'esilio giunge a Tallinn (Estonia) Victor Černov (capo del PSR, esule da settembre 1920) pronto a prendere le redini della rivolta di Pietrogrado e Kronstadt, suscitando l'indignazione degli stessi rivoltosi (i quali sono ben lungi dal condividerne i propositi: loro scopo è unicamente, nella parafrasi leniniana, rispettivamente per ciascuno di essi, "diventare ognuno dirigente di azienda"): il PSR è reso nuovamente e definitivamente illegale, i suoi membri in Russia arrestati.
Il 10 maggio 1922 Trozky si oppone ad un eventuale legalizzazione del PSR e del partito menscevico, cui seguiranno dei processi che metteranno fine ad ogni aspirazione di rinascita del Komuč.

### All'estero
La presenza di esuli portò una effimera notorietà al Komuč anche all'estero, dopo la sconfitta dei bianchi nella guerra civile. In Italia a scrivere con interesse verso il programma del Komuč fu Benito Mussolini; in Germania Ernst Rohm (che aveva anche avuto dei contatti con Victor Cernov quando esule a Praga). Anche personalità dell'esperienza fiumana si rifacevano al programma del Komuč, trovando però l'ostilità sia degli elementi reazionari sia di quelli filo-bolscevichi (in particolare dei sindacalisti rivoluzionari, che lo vedevano come il fumo negli occhi).

## Governo del Komuč (Consiglio dei responsabili di Dicastero)
- Vladimir Volskij - Presidente
- Evgenij Frantsevič Rogovskij - Segretario
- Prokopy Diomidovič Klimushkin - Affari Interni
- Boris Konstantinovič Fortunatov - Guerra
- Ivan Michajlovič Brushvit - Finanze
- Ivan Petrovič Nesterov - Ferrovie
- Ivan Michajlovič Majskij - Lavoro (da agosto)

## Programma politico
Il suo programma politico era socialmente avanzato (diritto di sciopero, di libera associazione, di voto alle donne, divorzio, libertà di religione, uguaglianza etnica, ecc). Tuttavia - nonostante questa non fosse la posizione ufficiale del Komuč - molti suoi sostenitori erano antisemiti, e rari erano i suoi membri ebrei. Tale esperienza ha lasciato una legislazione civile e sociale molto avanzata per l'epoca, facendo di Samara un "laboratorio politico" molto ardito, che però scontentava le fasce conservatrici, soprattutto quelle nostalgiche dello zarismo, sostenitrici del Governo provvisorio siberiano, incontrando perciò una vasta resistenza che di fatto impedì l'effettiva applicazione del programma: l'innovativa legislazione del Komuč rimase perlopiù inapplicata a causa del boicottaggio attuato da quei pubblici uffici che obbedivano alle direttive degli altri governi "bianchi" i quali si arrogavano il governo sull'intero paese. Terminò difatti travolto dal colpo di stato reazionario attuato dal generale Kolchak. Come primo atto il Komuč abolisce i commissariati bolscevichi e ripristina gli organismi locali precedenti (Dume e Zemstva); sono legalizzati i partiti politici.

## Programma economico
In genere il programma di governo del Komuč ricalcava quella del POSDR (partito comunista russo) nella versione menscevica; l'importante per il Komuč era che un individuo non utilizzasse direttamente il lavoro di un altro individuo; su questo aspetto, di derivazione prettamente marxista, il Komuč era intransigente tanto quanto i bolscevichi, ma a differenza di questa prevedeva che laddove il singolo poteva far da sé, permettere l'autogestione autonoma del lavoro, assegnando ad ogni contadino un appezzamento uguale per tutti di terreno, lasciando che egli lo autogestisca come coltivatore diretto, senza ingerenze statali (se non come semplice consulenza e organizzazione di consorzi per la suddivisione nell'utilizzo, gratuito, di macchinari in comune); idem nel piccolo commercio e nell'artigianato, assegnando i mezzi di produzione (terreni, locali, macchinari, ecc) in usufrutto al conduttore (o al consorzio tra essi) in cambio del pagamento delle tasse sotto forma di affitto fisso degli stessi. Quindi in un contesto nel quale l'uso del concetto "libertà di impresa" è reso improprio, poiché i terreni ed i locali in cui svolgere la propria attività sarebbero stati assegnati in usufrutto agli aventi diritto dallo stato o dagli enti locali secondo graduatorie, e la proprietà privata non era prevista: licenze, terreni e locali commerciali e artigianali non potevano essere oggetto di compravendita, così come le abitazioni. Anche il concetto di affitto non era contemplato. L'usufrutto sarebbe stato però sottoposto a pagamento di tasse, ma non sulla base dei redditi bensì di tipo "georgista" (quindi non in proporzione ai redditi da essi derivanti o legato al loro effettivo utilizzo), semplificando così il sistema fiscale. Quindi, autogestione familiare (con la limitazione del divieto di utilizzo di manodopera dipendente) in:
- agricoltura
- commercio al minuto
- artigianato

In tutti gli altri ambiti, ossia laddove l'attività implicasse necessariamente la collaborazione tra più individui per via delle esigenze di suddivisione del lavoro (industria, trasporti, edilizia, logistica), o l'assenza di introiti (sanità, scuola, polizia) non permettendo così l'autogestione della propria produzione da parte del singolo, il Komuč prevedeva la medesima impostazione statalista marxista del governo di Lenin, ossia la proprietà statale, ma sotto la forma di partecipazione statale (nella quale lo Stato funge da "azionista" ossia proprietario, benché la "partecipazione" in questione consistesse nel 100% della proprietà, ma non da amministratore) anziché di controllo diretto, secondo un metodo di gestione simile a quello in uso nel capitalismo (busta paga, taylorismo, managerialismo, ecc), lasciando la gestione in mano ai lavoratori seppur impostata nella classica forma gerarchica nell'organigramma aziendale, diversamente dalla forma "sindacalista-socializzatrice" sperimentata nei primi anni di governo dai bolscevichi (paritarietà assoluta che aveva determinato il caos, con "ogni operaio" che "vuole ergersi a dirigente" e di conseguenza "un'industria fatta solo di dirigenti, senza più operai" come aveva criticato Lenin e che aveva portato al crollo della produzione sfociato nei moti anti-sovietici dei primi mesi del 1921) e dal controllo diretto tramite caporioni (i famigerati "boiardi di Stato" tipici dell'"homo sovieticus") come era stato fatto in seguito nella Russia bolscevica, e, sempre a differenza di questa, in regime di libera concorrenza tra aziende e normale contabilità di bilancio (il Komuč non ha mai previsto l'abolizione del denaro come mezzo di computo prevista invece dai bolscevichi), mettendo in circolazione (con la collaborazione del Governo provvisorio siberiano) un nuovo Rublo (detto "Rublo siberiano"), l'economia locale siberiano-uralica durante quei mesi torna a fiorire dopo il collasso subìto durante i mesi di governo bolscevico. Sanità, scuola, e mezzi di trasporto pubblici sono totalmente gratuiti, finanziati dall'erario statale o locale. Le abitazioni (di cui è abolita la proprietà privata e quindi proibita la compra-vendita) sono concesse gratuitamente (non era contemplato il pagamento di affitti per l'abitazione), assegnate o costruite dalle istituzioni locali sulla base della necessità. Tuttavia l'ardita legislazione del Komuč rimase perlopiù inapplicata a causa del boicottaggio attuato da quei pubblici uffici che obbedivano alle direttive del Governo provvisorio siberiano, o per mera convenienza dei singoli cittadini: per esempio, la banca unica di Stato del Komuč (finalizzata alla sola funzione di deposito, ossia non elargiva interessi e non concedeva prestiti), pur funzionante, rimase pressoché inutilizzata poiché i cittadini preferivano depositare i loro soldi nelle banche private tenute aperte per volere del Governo provvisorio siberiano, le quali elargivano interessi elevatissimi (concorrendo così a causare un'inflazione che annullava il valore degli stessi interessi).
| Controllo di autorità | VIAF (EN) 159630325 · LCCN (EN) n99051819 |